# Antoine Duquesne

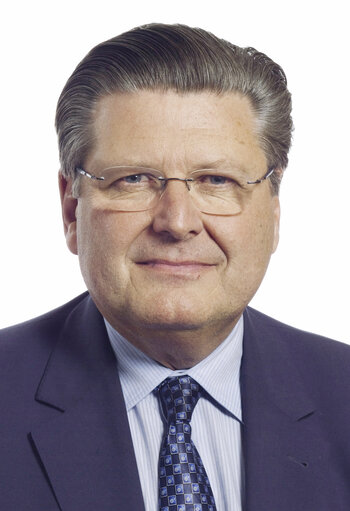
Antoine Duquesne in 2004

Antoine F.E.F.F. Duquesne (Elsene, 3 februari 1941 – Marche-en-Famenne, 4 november 2010) was een Belgisch politicus voor de MR. Hij was onder meer burgemeester en minister.

## Levensloop
Duquesne promoveerde in 1964 tot doctor in de rechten en schreef zich advocaat in aan de balie van Luik. Hij werkte op het kantoor van François Perin, eveneens professor aan de Universiteit Luik. Ook daar was Duquesne tussen 1965 en 1971 aan de slag onder de vleugels van Perin, als universitair assistent  aan het Interuniversitair Centrum voor Publiek Recht. In dezelfde periode was hij docent aan de Universiteit Luik. Na zijn verhuizing naar de provincie Luxemburg werd hij in de jaren '80 advocaat aan de balie van Marche-en-Famenne.
Hij werd politiek actief in de Luikse federatie van de liberale PLP, de voorloper van de latere PRL en de MR, en was in mei 1972 rapporteur op het stichtingscongres van de Waalse PLP. Van 1973 tot 1977 was hij de kabinetschef van Louis Olivier, in die periode staatssecretaris en daarna minister voor Institutionele en Administratieve Hervormingen, minister van Middenstand en minister van Openbare Werken. Vanaf oktober 1974 was Duquesne eveneens betrokken bij de werking van het ministerieel comité voor Waalse Aangelegenheden, dat was ontstaan als gevolg van de invoering van de voorlopige gewestvorming. Daarnaast was hij onder andere van 1977 tot 1980 adjunct-secretaris-generaal van het Franstalig instituut voor de permanente vorming van de middenklasse, van 1983 tot 1988 nationaal directeur bij de Nationale Kas voor Beroepskrediet, ondervoorzitter van de Nationale maatschappij voor de herstructurering van de nationale structuren en beheerder bij vliegmaatschappij Sabena en de openbare kredietinstelling NMKN. Van 1982 tot 1987 was Duquesne kabinetschef van Jean Gol, toenmalig minister van Justitie en Institutionele Hervormingen.
In maart 1987 werd Duquesne als extraparlementair voor de PRL minister van Nationale Opvoeding in de regering-Martens VI, ter opvolging van André Damseaux. Hij bekleedde de functie tot in mei 1988, waarna zijn partij in de oppositie belandde. Begin 1988 werd Antoine Duquesne door de PRL benoemd tot gecoöpteerd senator in de Senaat, waar hij tot 1990 voorzitter van de commissie Landbouw en Middenstand was. Van 1990 tot 1992 stond hij samen met Daniel Ducarme als co-voorzitter aan het hoofd van de PRL. Bij de verkiezingen van 1991 werd Duquesne voor het arrondissement Aarlen-Marche-Bastenaken verkozen in de Kamer van volksvertegenwoordigers, waar hij bleef zetelen tot in juli 1999. Als gevolg van de toen bestaande dubbelmandaten zetelde hij van 1992 tot 1995 eveneens in de Waalse Gewestraad en de Raad van de Franse Gemeenschap. Na de verkiezingen van 1995 opteerde Duquesne voor de Kamer, waar hij van juni 1995 tot oktober 1995 quaestor en daarna tot juli 1999 ondervoorzitter was. Van 1997 tot 1998 was hij er tevens voorzitter van de commissie Justitie; in die hoedanigheid was hij betrokken bij de hervorming van de politiediensten en de Belgische justitie die er kwam na de zaak-Dutroux. In juli 1998 werd Antoine Duquesne benoemd tot minister van Staat.
Ondertussen was Duquesne ook actief geworden in de lokale politiek in Manhay, waar hij zich sinds 1981 woonde. Hij werd er in 1988 gekozen tot gemeenteraadslid en begin 1995 werd hij burgemeester van de gemeente. In 2000 kwam hij er niet meer op bij de gemeenteraadsverkiezingen.
Van juli 1999 tot juli 2003 was Duquesne minister van Binnenlandse Zaken in de regering-Verhofstadt I. Bij de verkiezingen van 2003 werd hij als rechtstreeks gekozen senator verkozen in de Senaat, waar hij tot in 2004 bleef zetelen. In mei 2003 volgde hij eveneens Daniel Ducarme op als partijvoorzitter van de MR, een functie die hij bekleedde tot in oktober 2004. In juni 2004 stond Duquesne als eerste opvolger op de Europese lijst van de MR. Een maand later werd hij lid van het Europees Parlement, waar hij Louis Michel opvolgde, die was aangesteld tot Europees Commissaris. Duquesne bleef Europarlementslid tot in 2009.
In maart 2006 werd Duquesne getroffen door een herseninfarct. Hij bezat nadien nog al zijn verstandelijke vermogens, maar kon alleen nog communiceren door met zijn ogen te knipperen en bleef gedeeltelijk verlamd. Het betekende het einde van zijn actieve politieke loopbaan, al was hij niet in staat om ontslag te nemen uit zijn functie als Europarlementariër, omdat hier zijn handtekening voor nodig was. Duquesne overleed in 2010 op 69-jarige leeftijd.